# Pierre Vigne (syndicaliste)
Pour les articles homonymes, voir Vigne (homonymie).
Pour le prêtre catholique, voir Pierre Vigne.
Pierre Vigne, né le 20 avril 1885 à Concoules (Gard) et mort dans les années 1960, est un syndicaliste et homme politique français.
D'abord adhérent à la Section française de l'Internationale ouvrière (SFIO), secrétaire général de la Fédération nationale des travailleurs du sous-sol (FNTSS) et membre de la Confédération générale du travail (CGT), il adhère, durant la Seconde Guerre mondiale, à la politique de Collaboration. Il rejoint le Rassemblement national populaire (RNP) de Marcel Déat, rentre au Cercle syndicaliste de propagande animé par Aimé Rey, au Conseil national, au comité de rédaction du journal L'Atelier et collabore à La France socialiste.

## Biographie

### Sous la Troisième République
D’abord secrétaire du syndicat des mineurs de La Grand-Combe, il gagne des responsabilités départementales après la Première Guerre mondiale. En 1920, il est délégué au congrès international des mineurs de Genève. Demeuré à la Confédération générale du travail après la scission de 1921, il assume le premier secrétariat de l’union départementale du Gard en 1922-1923. De 1924 à 1940, il est secrétaire général de la Fédération nationale des travailleurs du sous-sol. Membre de la commission administrative de la CGT, il gère aussi Prawo Ludu, à destination des travailleurs polonais.

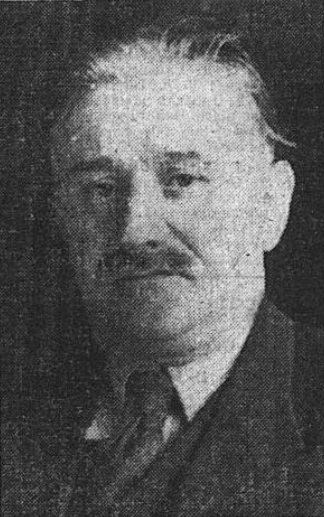
Pierre Vigne en 1937.

Adhérent à la Section française de l'Internationale ouvrière (SFIO), il se montre hostile, après la réunification syndicale de 1936, à la montée en puissance des communistes au sein de la CGT. Comme la majorité de la direction de la CGT, il est de ceux qui s’élèvent contre le pacte germano-soviétique et signe en 1939 avec Georges Dumoulin l'appel "Paix immédiate".

### Sous la Collaboration
Sous l’Occupation, il intègre le Conseil national, adhère au Rassemblement national populaire (RNP) et collabore à La France socialiste.
Cette collaboration avec le régime de Vichy entraîne son exclusion de toutes les organisations syndicales à la Libération. Il meurt dans les années 1960.